# Kobayashi Issa
Kobayashi Issa (小林一茶, 15 de junho de 1763 – 5 de janeiro de 1827) foi um escritor e poeta japonês.

## Vida
Nasceu em 1763, filho de um fazendeiro, em uma aldeia do atual distrito de Nagano, e faleceu em 1827, sob o nome Yataro Kobayashi.
Teve uma biografia atormentada, que explorou em diários, marcada pelas desavenças familiares, pela morte de vários filhos e outros desgostos, como a morte da primeira esposa. O tema da orfandade, presente em sua vida, explorou também em poemas, como no seguinte, um dos mais famosos dele: Venha brincar comigo, pardalzinho sem pai nem mãe.
Aprende a ler com um poeta. Aos 25 anos, foi estudar haicai com um professor chamado Chikua, que seguia a tradição de Basho, e em cujo grupo Issa publicou diversos poemas, vindo a tornar-se o mestre do grupo com a morte do professor. Foi afastado um ano depois, por diferenciar-se demais do haiaku ortodoxo, acredita-se. Viajou pelos próximos dez anos para ocupar o tempo e em algum momento se tornou sacerdote budista. No entanto, Issa casou-se novamente aos 63 anos e mais uma vez aos 64 anos.
A propriedade deixada pelo pai como herança rendeu diversos conflitos entre Issa e a madrasta e filhos desta. Em 1827 a casa que gerou  discussão por motivos de herança sofreu um incêndio. Era novembro de 1827, quando Issa falece deixa uma esposa e uma filha ainda não nascida.

## Características da obra
Issa é lembrado como grande autor de haikai, sendo o mais importante autor deste gênero na terceira fase clássica do haiku japonês, demonstrando subjetivismo, crítica social e piedade, e diferenciando-se, do primordial haiku, voltado à contemplação da natureza e da realidade concreta, dos quais o observador zen não retira conclusões, senão físicas (haiku de Bashô), as quais servirão como exemplo para outras conclusões através de analogia.
Diferencia-se da segunda fase (Buson) do haiku, igualmente, o qual agrega um elemento "beletrista" e, timidamente, crítico social.
Outro diferencial é que, na obra de Issa, as referências às estações do ano não são obrigatórias, como na maior parte do haiacaísmo clássico, sendo também o apelo aos sentidos, principalmente à imaginação visual, menos intenso.
O elemento humano aparece mais claramente. Críticos contrários a ele o acusam de um certo sentimentalismo, o que seria considerado uma degeneração do haicu, e por isso fala-se em um período de "restauração di haiku", naturalmente, posterior a Issa.
No entanto, seus poemas o tornaram popular por explorarem um certo lado cômico e até nonsense da vida e da natureza, como neste: Apenas estando aqui,/estou aqui,/e a neve cai.

## Alguns poemas
- A lua da montanha/gentilmente ilumina/o ladrão de flores.
- As cerejeiras em flor/obrigam o daímio/a desmontar do seu cavalo.
- Não briguem jamais/vocês, feitas para ajudarem-se/aves de travessia.
- Presentes de Ano Novo:/até a menina de cama/estende sua maozinhas.
- Nos olhos da libélula/refletem-se/montanhas distantes.
- Chegou o estorninho—/é assim que todos me chamam-/e como faz frio!